# Tuarega insignis
Tuarega insignis är en insektsart som först beskrevs av Lucas, H. 1851.  Tuarega insignis ingår i släktet Tuarega och familjen Pamphagidae. Inga underarter finns listade i Catalogue of Life.